# Niechłód

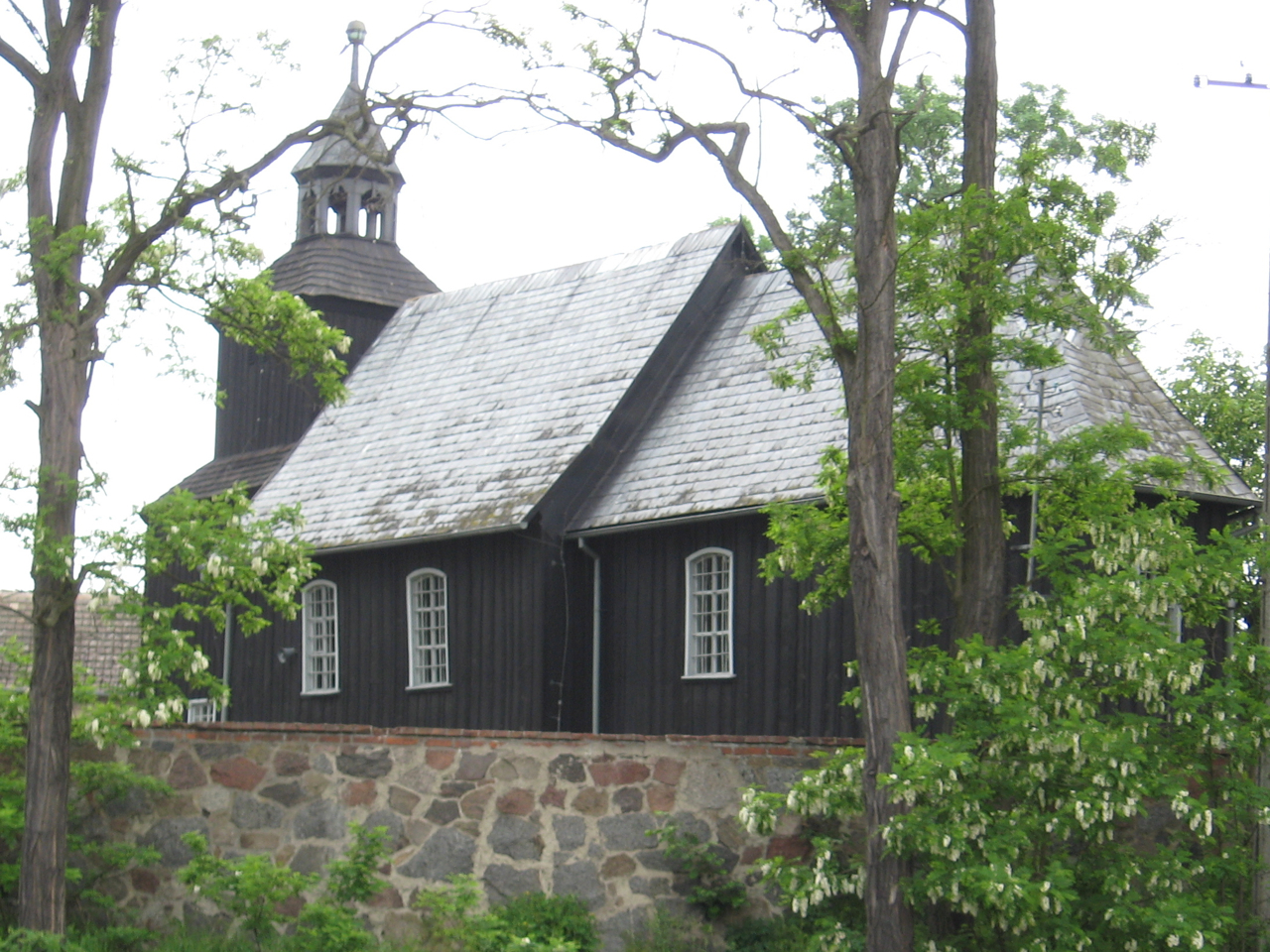
Die hölzerne Allerheiligenkirche aus dem 18. Jahrhundert

Niechłód ist ein Dorf in Polen in der Wojewodschaft Großpolen. Das Schulzendorf ist das älteste Dorf der Gemeinde Święciechowa. Das Dorf ist Teil des Jakobswegs in Polen.

## Geografie
Das Dorf liegt in Gemeinde Święciechowa im Südwesten der Wojewodschaft Großpolen. Święciechowa befindet sich etwa sieben Kilometer östlich, Wschowa in südwestlicher Richtung in etwa derselben Entfernung.

## Geschichte
Als Eigentum des Benediktinerklosters in Lubiń wurde der Ort 1158 erstmals erwähnt. 1570 war Jan Leszczyński, Starost des damaligen Powiat Radziejowski. 1778 bis 1796 war Ewa Zbijewska, geborene Neżychowska Eigentümerin Niechłóds. 1920 wurde Józef Bojanowski als Eigentümer eingetragen und dieser bliebe es bis 1946. 1807 wurde Niechłód Teil des nach dem Frieden von Tilsit neu gegründeten Herzogtums Warschau. Nachdem dieses 1815 aufgelöst worden war, wurde das Dorf wieder Teil Preußens. 1919 wurde der Ort dann Teil des wiederentstandenen Polens. Während des Überfalls auf Polen wurde der Ort 1939 von der deutschen Wehrmacht besetzt. Seit 1945 ist der Ort wieder Teil Polens.
1885 lebten 494 Menschen in dem Ort, 2010 waren es 413.
Im Lauf seiner Geschichte trug der Ort die Namen Niechlod, Nechlod, Nyechlod, Niechlov, Niechłódź und deutsch Nicheln.

## Kultur und Sehenswürdigkeiten
Sehenswert ist die unter Denkmalschutz stehende hölzerne Allerheiligen-Kirche aus dem 18. Jahrhundert. Der quadratische Kirchturm wurde 1967/68 restauriert. Im Inneren befindet sich ein barocker Altar mit einem Allerheiligenbild, welches ebenfalls im 18. Jahrhundert entstand. Auf dem Kirchgrundstück befindet sich weiterhin die Gruft der Familie Junosz-Bojanowski aus der 1. Hälfte des 19. Jahrhunderts oder 20. Jahrhunderts sowie ein Friedhof, welcher vom 18. bis 20. Jahrhundert genutzt wurde. Umgeben ist das Kirchgrundstück von einer Ziegelmauer aus dem 19. Jahrhundert.

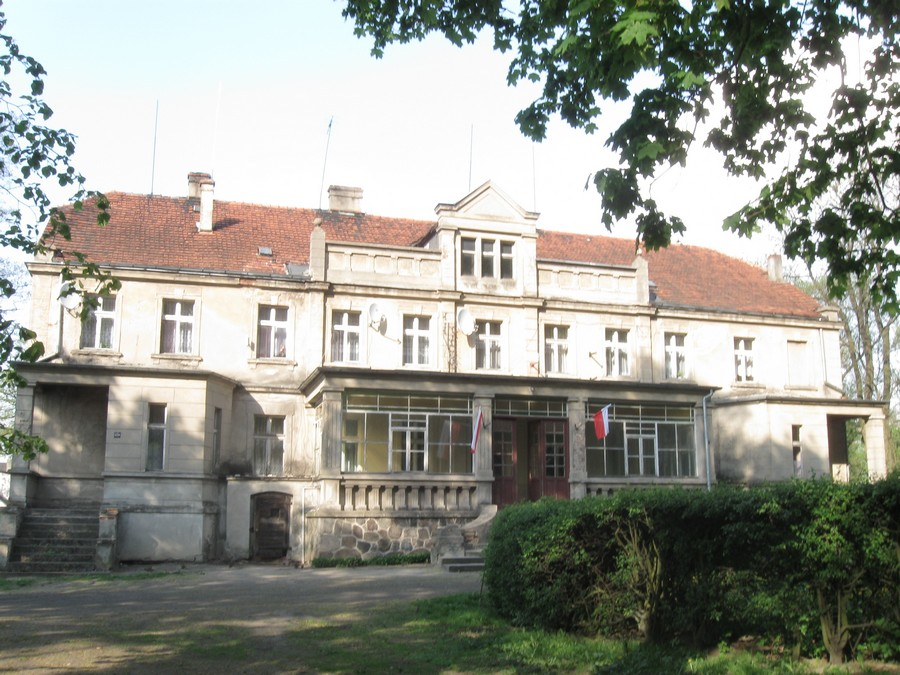
Das Gutshaus

Die zweite unter Denkmalschutz stehende Sehenswürdigkeit Niechłóds ist die Hofanlage. Zu ihr gehört das Gutshaus, welches zwischen 1906 und 1908 vom Baumeister Zygmunt Wilczewski für Maciej Siciński errichtet wurde. In diesem rechteckige neobarocke Gebäude befinden sich heute Wohnungen sowie der Sitz eines Landwirtschaftsunternehmens. Der umgebende Park 3 Hektar große Park wurde im 19./20. Jahrhundert angelegt.

## Verkehr
Niechłód ist Kreuzungspunkt einiger Nebenstraßen. Dies führen im Nordwesten nach Zbarzewo, im Nordosten nach Gołanice, im Osten nach Piotrowice und Święciechowa, im Südosten nach Długie Nowe, im Südwesten nach Dębowa Łęka und nach Osowa Sień. Südlich des Dorfes verläuft die Landesstraße 12.
Die nächste Bahnstation befindet sich im sieben Kilometer südwestlich gelegenen Wschowa.